# Mionectes oleagineus
Mionectes oleagineus là một loài chim trong họ Tyrannidae.